# Pławna Dolna
Pławna Dolna,  (Duits:  Schmottseifen) is een plaats in het Poolse woiwodschap Neder-Silezië. 

## Bestuurlijke indeling
In de periode 1945-1954 viel Pławna Dolna onder de voormalige gemeente Pławna, vanaf 1975 tot aan de grote bestuurlijke herindeling van Polen in 1998 viel het dorp bestuurlijk onder woiwodschap Jelenia Góra, sinds 1998 valt het onder woiwodschap Neder-Silezië, in het district Lwówecki. Het maakt deel uit van de gemeente Lubomierz en ligt op 16 km ten zuidwesten van Lwówek Śląski en 111 km ten westen van de provinciehoofdstad (woiwodschap) Wrocław.

## Geschiedenis
Het oudste document waarin de naam van het dorp wordt vermeld, is het boek Liber fundationis episcopatus Vratislaviensis (vrije vertaling: "boek der belastingen van het bisdom van Wrocław"), geschreven in de jaren 1295-1305 door bisschop Heinrich von Würben. Het dorp wordt hierin genoemd in de gelatiniseerde vorm Smutesiphin. Een ander document waarin het bestaan van Pławna Dolna wordt beschreven, is dat uit maart 1241 van Hendrik II van Polen (ook bekend als Hendrik de Vrome), die hierin schreef over de financiering van de kerk.
Na de Tweede Wereldoorlog werd het gebied onder Pools bestuur geplaatst en etnisch gezuiverd volgens de naoorlogse Conferentie van Potsdam. De Duitse bevolking werd verdreven en vervangen door Polen.